# Chiesa di San Giovanni al Monte
La chiesa di San Giovanni al Monte a Quarona è uno dei più antichi luoghi di culto della Valsesia. 

## Storia

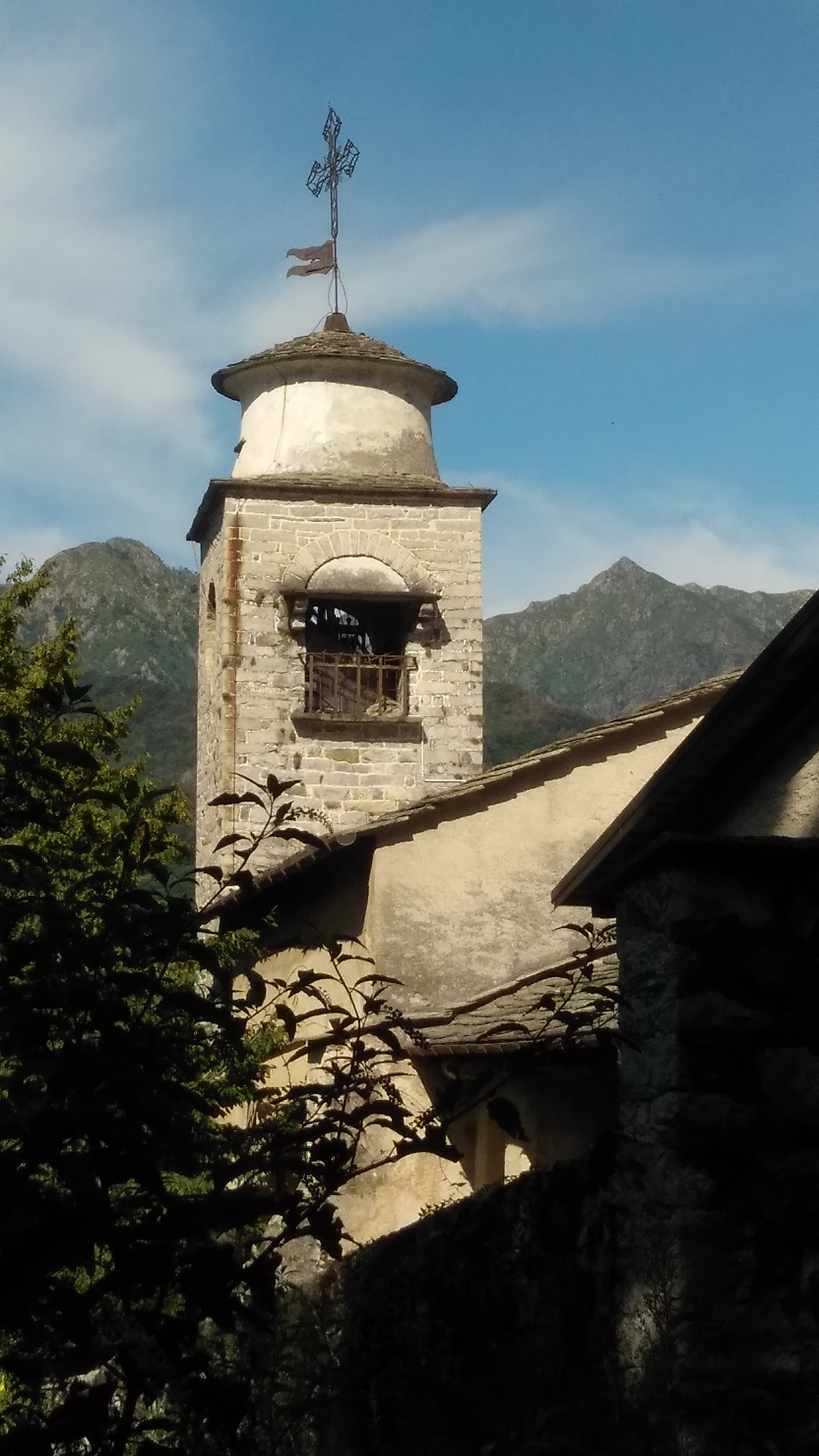
Il campanile

La chiesa sorge sopra un preesistente edificio romano del V secolo, forse nato come postazione militare ed in seguito utilizzato come chiesa. Nel corso dell'alto Medioevo a fianco del nucleo originario venne costruito un battistero, dotato di un piccolo portico ed in seguito allungato. I due nuclei vennero poi uniti in un unico complesso. Il campanile, realizzato nel XV secolo, fu ricostruito nel XVIII secolo dopo un crollo. La chiesa di San Giovanni fu la parrocchiale di Quarona fino al 1617. In quell'anno, data la distanza dal centro del paese e la scomodità dell'accesso (come suggerisce il nome si trova infatti su un'altura), la sede della parrocchia venne trasferita a valle, nella chiesa di Sant'Antonio Abate. A fine Ottocento in un tempietto a sinistra del sagrato di San Giovanni al Monte venne collocato un compianto sul Cristo, un gruppo di statue lignee del tardo Quattrocento. Importanti lavori di restauro dell'interno della chiesa, che è quasi completamente affrescato, vennero svolti nel corso degli Anni Cinquanta del Novecento.

## Descrizione
La chiesa di San Giovanni al Monte si presenta a due navate, che corrispondono ai due originari nuclei costruttivi dell'edificio, quello di epoca romana e il battistero altomedioevale. Tra gli affreschi, di notevole pregio, si segnala un ciclo in stile romanico che risale al XIII secolo, che comprende raffigurazioni di San Cristoforo e San Michele arcangelo ed una Madonna con bambino. Di buona fattura sono anche altri cicli pittorici risalenti al XIV e al XV secolo. La chiesa è collegata al centro di Quarona da una mulattiera ed è fiancheggiata da un'area picnic. A monte di San Giovanni il percorso pedonale continua, fiancheggiato da una serie di cappelle realizzate nel XVIII secolo, fino al Santuario della Beata Panacea al Monte.